# The Domino Effect
The Domino Effect is een Nederlandse mozaïekfilm uit 2012, geregisseerd en geschreven door Paula van der Oest. In de hoofdrollen spelen James D'Arcy, Sakina Jaffrey en Theo James. 

## Verhaal
Wat zou er gebeuren met families wereldwijd wanneer de immer stijgende economie in elkaar zou storten? The Domino Effect is een portret van enkele van deze families en de gevolgen van deze instorting. Zo is daar bijvoorbeeld Nick, die in de gevangenis heeft gezeten en de kans krijgt om in het restaurant van Kai en Antoinette te werken. In zo'n tijd van wereldwijde crisis is iedereen meer met elkaar verbonden dan je zou denken.

## Rolverdeling
| Acteur                | Personage            |
| --------------------- | -------------------- |
| James D'Arcy          | Mark                 |
| Sakina Jaffrey        | Serena               |
| Theo James            | Dinner Party Guest   |
| Harriet Walter        | Ann                  |
| Jelka van Houten      | Antoinette           |
| Theo Maassen          | Kai                  |
| Bracha van Doesburgh  | Angie                |
| Robert de Hoog        | Nick                 |
| Nathaniel Parker      | Bob                  |
| Miguel Gomez          | Jake                 |
| David Hayman          | Robert               |
| John Sessions         | Talk Show Host       |
| Richard Lintern       | Media Trainer Robert |
| Tiya Sircar           | Sirisha              |
| Manish Dayal          | Sid                  |
| Belinda van der Stoep | ex-crimineel         |